# Mikkel Hindhede

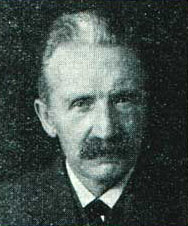
Mikkel Hindhede rond 1910

Mikkel Hindhede (Hindhede, 13 februari 1862 - 17 december 1945) was een Deens arts en voedingsdeskundige. Hij werd vooral bekend door zijn taak als voedingsadviseur gedurende de Eerste Wereldoorlog.

## Biografie
Na zijn studie geneeskunde aan de universiteit van Kopenhagen in 1888, ging Hindhede aan de slag als huisarts en in een ziekenhuis in Skanderborg. In 1909 keerde Hindhede terug naar Kopenhagen en deed er onderzoek naar voeding en nutriënten. Van 1910 tot 1932 was Hindhede hoofd van het Deense laboratorium voor voedingsonderzoek (Statens Laboratorium for Ernæringsundersøgelser) in Kopenhagen. 
Hindhede huwde in 1888 en kreeg twee zonen: Jens Hindhede en Kristian Hindhede.

## Eerste Wereldoorlog
Zowel Duitsland als Denemarken was slachtoffer van de blokkade in 1917 en 1918. Op aanraden van Hindhede werd alle graan in Denemarken gebruikt voor menselijke consumptie en niet voor diervoeding. Het sterftecijfer in Denemarken daalde gedurende die periode. Hoewel Duitsland een groter aanbod van voedsel had, werd dit ook voor dieren gebruikt. Daardoor steeg het sterftecijfer er gedurende deze periode.

## Eerbetoon
- Ridder in de Orde van de Dannebrog